# Haemaphysalis
Haemaphysalis este un gen de căpușe din familia Ixodidae.
Conține următoarele specii:
- Haemaphysalis aborensis Warburton, 1913
- Haemaphysalis aciculifer Warburton, 1913
- Haemaphysalis aculeata Lavarra, 1904
- Haemaphysalis adleri Feldman-Muhsam, 1951
- Haemaphysalis anomala Warburton, 1913
- Haemaphysalis anomaloceraea Teng & Cui, 1984
- Haemaphysalis anoplos Hoogstraal, Uilenberg & Klein, 1967
- Haemaphysalis aponommoides Warburton, 1913
- Haemaphysalis asiatica (Supino, 1897)
- Haemaphysalis atheruri Hoogstraal, Trapido & Kohls, 1965
- Haemaphysalis bancrofti Nuttall & Warburton, 1915
- Haemaphysalis bandicota Hoogstraal & Kohls, 1965
- Haemaphysalis bartelsi Schulze, 1938
- Haemaphysalis bequaerti Hoogstraal, 1956
- Haemaphysalis birmaniae Supino, 1897
- Haemaphysalis bispinosa Neumann, 1897
- Haemaphysalis borneata Hoogstraal, 1971
- Haemaphysalis bremneri Roberts, 1963
- Haemaphysalis calcarata Neumann, 1902
- Haemaphysalis calva Nuttall & Warburton, 1915
- Haemaphysalis campanulata Warburton, 1908
- Haemaphysalis canestrinii (Supino, 1897)
- Haemaphysalis capricornis Hoogstraal, 1966
- Haemaphysalis caucasica Olenev, 1928
- Haemaphysalis celebensis Hoogstraal, Trapido & Kohls, 1965
- Haemaphysalis chordeilis (Packard, 1869)
- Haemaphysalis colasbelcouri (Santos Dias, 1958)
- Haemaphysalis concinna Koch, 1844
- Haemaphysalis cooleyi Bedford, 1929
- Haemaphysalis cornigera Neumann, 1897
- Haemaphysalis cornupunctata Hoogstraal & Varma, 1962
- Haemaphysalis cuspidata Warburton, 1910
- Haemaphysalis dangi Phan Trong, 1977
- Haemaphysalis danieli Černý & Hoogstraal, 1977
- Haemaphysalis darjeeling Hoogstraal & Dhanda, 1970
- Haemaphysalis davisi Hoogstraal, Dhanda & Bhat, 1970
- Haemaphysalis demidovae Emel’yanova, 1978
- Haemaphysalis doenitzi Warburton & Nuttall, 1909
- Haemaphysalis elliptica (Koch, 1844)
- Haemaphysalis elongata Neumann, 1897
- Haemaphysalis erinacei Pavesi, 1884
- Haemaphysalis eupleres Hoogstraal, Kohls & Trapido, 1965
- Haemaphysalis filippovae Bolotin, 1979
- Haemaphysalis flava Neumann, 1897
- Haemaphysalis formosensis Neumann, 1913
- Haemaphysalis fossae Hoogstraal, 1953
- Haemaphysalis fujisana Kitaoka, 1970
- Haemaphysalis garhwalensis Dhanda & Bhat, 1968
- Haemaphysalis goral Hoogstraal, 1970
- Haemaphysalis grochovskajae Kolonin, 1992
- Haemaphysalis heinrichi Schulze, 1939
- Haemaphysalis hirsuta Hoogstraal, Trapido & Kohls, 1966
- Haemaphysalis hispanica Gil Collado, 1938
- Haemaphysalis hoodi Warburton & Nuttall, 1909
- Haemaphysalis hoogstraali Kohls, 1950
- Haemaphysalis houyi Nuttall & Warburton, 1915
- Haemaphysalis howletti Warburton, 1913
- Haemaphysalis humerosa Warburton & Nuttall, 1909
- Haemaphysalis hylobatis Schulze, 1933
- Haemaphysalis hyracophila Hoogstraal, Walker & Neitz, 1971
- Haemaphysalis hystricis Supino, 1897
- Haemaphysalis ias Nakamura & Yajima, 1937
- Haemaphysalis indica Warburton, 1910
- Haemaphysalis indoflava Dhanda & Bhat, 1968
- Haemaphysalis inermis Birula, 1895
- Haemaphysalis intermedia Warburton & Nuttall, 1909
- Haemaphysalis japonica Warburton, 1908
- Haemaphysalis juxtakochi Cooley, 1946
- Haemaphysalis kadarsani Hoogstraal & Wassef, 1977
- Haemaphysalis kashmirensis Hoogstraal & Varma, 1962
- Haemaphysalis kinneari Warburton, 1913
- Haemaphysalis kitaokai Hoogstraal, 1969
- Haemaphysalis koningsbergeri Warburton & Nuttall, 1909
- Haemaphysalis kopetdaghica Kerbabaev, 1962
- Haemaphysalis kutchensis Hoogstraal & Trapido, 1963
- Haemaphysalis kyasanurensis Trapido, Hoogstraal & Rajagopalan, 1964
- Haemaphysalis lagostrophi Roberts, 1963
- Haemaphysalis lagrangei Larrousse, 1925
- Haemaphysalis laocayensis Phan Trong, 1977
- Haemaphysalis leachi (Audouin, 1826)
- Haemaphysalis lemuris Hoogstraal, 1953
- Haemaphysalis leporispalustris (Packard, 1869)
- Haemaphysalis lobachovi Kolonin, 1995
- Haemaphysalis longicornis Neumann, 1901
- Haemaphysalis luzonensis Hoogstraal & Parrish, 1968
- Haemaphysalis madagascariensis Colas-Belcour & Millot, 1948
- Haemaphysalis mageshimaensis Saito & Hoogstraal, 1973
- Haemaphysalis megalaimae Rajagopalan, 1963
- Haemaphysalis megaspinosa Saito, 1969
- Haemaphysalis menglaensis Pang, Chen & Xiang, 1982
- Haemaphysalis minuta Kohls, 1950
- Haemaphysalis mjoebergi Warburton, 1926
- Haemaphysalis montgomeryi Nuttall, 1912
- Haemaphysalis moreli Camicas, Hoogstraal & El Kammah, 1972
- Haemaphysalis moschisuga Teng, 1980
- Haemaphysalis muhsamae Santos Dias, 1954
- Haemaphysalis nadchatrami Hoogstraal, Trapido & Kohls, 1965
- Haemaphysalis nepalensis Hoogstraal, 1962
- Haemaphysalis nesomys Hoogstraal, Uilenberg & Klein, 1966
- Haemaphysalis norvali Hoogstraal & Wassef, 1983
- Haemaphysalis novaeguineae Hirst, 1914
- Haemaphysalis obesa Larrousse, 1925
- Haemaphysalis obtusa Dönitz, 1910
- Haemaphysalis orientalis Nuttall & Warburton, 1915
- Haemaphysalis ornithophila Hoogstraal & Kohls, 1959
- Haemaphysalis palawanensis Kohls, 1950
- Haemaphysalis papuana Thorell, 1883
- Haemaphysalis paraleachi Camicas, Hoogstraal & El Kammah, 1983
- Haemaphysalis paraturturis Hoogstraal, Trapido & Rebello, 1963
- Haemaphysalis parmata Neumann, 1905
- Haemaphysalis parva Neumann, 1897
- Haemaphysalis pavlovskyi Pospelova-Shtrom, 1935
- Haemaphysalis pedetes Hoogstraal, 1972
- Haemaphysalis pentalagi Pospelova-Shtrom, 1935
- Haemaphysalis petrogalis Roberts, 1970
- Haemaphysalis phasiana Saito, Hoogstraal & Wassef, 1974
- Haemaphysalis pospelovashtromae Hoogstraal, 1966
- Haemaphysalis primitiva Teng, 1982
- Haemaphysalis psalistos Hoogstraal, Kohls & Parrish, 1967
- Haemaphysalis punctaleachi Camicas, Hoogstraal & El Kammah, 1973
- Haemaphysalis punctata Canestrini & Fanzago, 1878
- Haemaphysalis qinghaiensis Teng, 1980
- Haemaphysalis quadriaculeata Kolonin, 1992
- Haemaphysalis ramachandrai Dhanda, Hoogstraal & Bhat, 1970
- Haemaphysalis ratti Kohls, 1948
- Haemaphysalis renschi Schulze, 1933
- Haemaphysalis roubaudi Toumanoff, 1940
- Haemaphysalis rugosa Santos Dias, 1956
- Haemaphysalis rusae Kohls, 1950
- Haemaphysalis sambar Hoogstraal, 1971
- Haemaphysalis sciuri Kohls, 1950
- Haemaphysalis semermis Neumann, 1901
- Haemaphysalis shimoga Trapido & Hoogstraal, 1964
- Haemaphysalis silacea Robinson, 1912
- Haemaphysalis silvafelis Hoogstraal & Trapido, 1963
- Haemaphysalis simplex Neumann, 1897
- Haemaphysalis simplicima Hoogstraal & Wassef, 1979
- Haemaphysalis sinensis Zhang, 1981
- Haemaphysalis spinigera Neumann, 1897
- Haemaphysalis spinulosa Neumann, 1906
- Haemaphysalis subelongata Hoogstraal, 1953
- Haemaphysalis subterra Hoogstraal, El Kammah & Camicas, 1992
- Haemaphysalis sulcata Canestrini & Fanzago, 1878
- Haemaphysalis sumatraensis Hoogstraal, El Kammah, Kadarsan & Anastos, 1971
- Haemaphysalis sundrai Sharif, 1928
- Haemaphysalis suntzovi Kolonin, 1993
- Haemaphysalis susphilippensis Hoogstraal, Kohls & Parrish, 1968
- Haemaphysalis taiwana Sugimoto, 1936
- Haemaphysalis tauffliebi Morel, 1965
- Haemaphysalis theilerae Hoogstraal, 1953
- Haemaphysalis tibetensis Hoogstraal, 1965
- Haemaphysalis tiptoni Hoogstraal, 1953
- Haemaphysalis toxopei Warburton, 1927
- Haemaphysalis traguli Oudemans, 1928
- Haemaphysalis traubi Kohls, 1955
- Haemaphysalis turturis Nuttall & Warburton, 1915
- Haemaphysalis verticalis Itagaki, Noda & Yamaguchi, 1944
- Haemaphysalis vidua Warburton & Nuttall, 1909
- Haemaphysalis vietnamensis Hoogstraal & Wilson, 1966
- Haemaphysalis warburtoni Nuttall, 1912
- Haemaphysalis wellingtoni Nuttall & Warburton, 1908
- Haemaphysalis xinjiangensis Teng, 1980
- Haemaphysalis yeni Toumanoff, 1944
- Haemaphysalis zumpti Hoogstraal & El Kammah, 1974